# Pfarrhaus (Auerbach in der Oberpfalz)

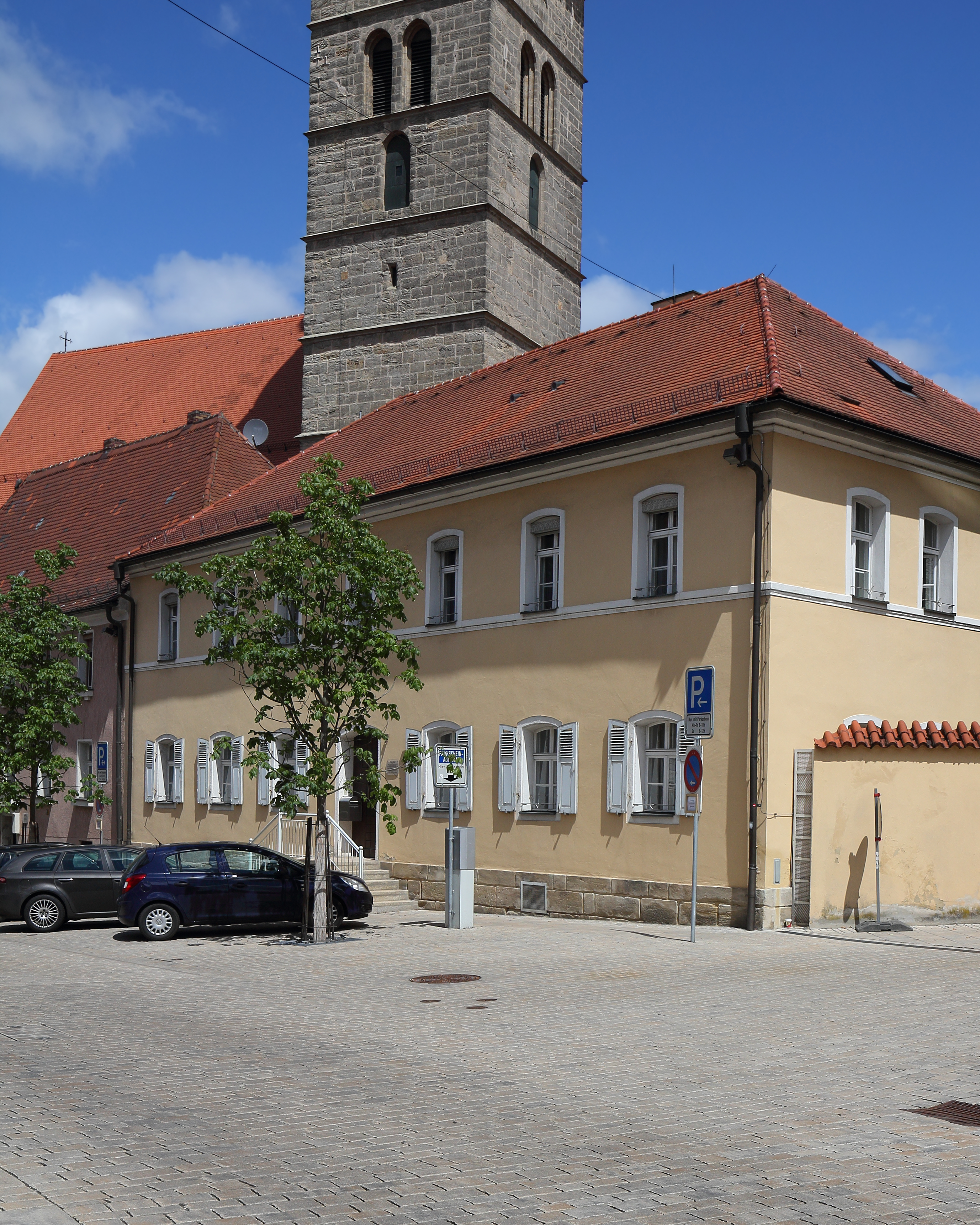
Pfarrhaus in Auerbach, dahinter die Stadtpfarrkirche St. Johann Baptist

Das Pfarrhaus in Auerbach in der Oberpfalz, einer Stadt im Oberpfälzer Landkreis Amberg-Sulzbach in Bayern, wurde 1842 errichtet. Das Pfarrhaus an der Pfarrstraße 7, in der Nähe der katholischen Stadtpfarrkirche St. Johann Baptist, ist ein geschütztes Baudenkmal.
Der zweigeschossige, zweiflügelige und verputzte Massivbau mit Walmdach besitzt Stichbogenfenster und Sohlbankgesimse.
In den Jahren 1988/89 wurde das Gebäude renoviert und umgebaut.